# Fibule de Préneste
La fibule de Préneste est un artefact archéologique portant le plus ancien écrit en latin trouvé dans le Latium, daté du VIIe siècle av. J.-C. La fibule est conservée au musée national de préhistoire et d'ethnographie Luigi Pigorini, à Rome. Une copie moderne est exposée dans la section épigraphique du musée des thermes de Dioclétien. Tant la fibule que l'inscription ont fait l'objet d'interrogations sur leur authenticité, en raison des incertitudes entourant sa découverte, mais des analyses archéométriques présentées en juin 2011 suggèrent fortement l'authenticité de l'objet et de l'inscription,.

## Origine de la fibule
Cette fibule a été présentée pour la première fois en 1887 par l’archéologue allemand Wolfgang Helbig (1839-1915). Celui-ci disait l’avoir achetée à un ami en 1876, et donnait comme origine la tombe Bernardini, découverte en 1851 et fouillée à partir de 1871, près de l’antique cité latine de Préneste (actuelle Palestrina). L’objet fut inscrit à l’inventaire de la tombe Bernardini jusqu’en 1919, date à laquelle il en fut retiré, en raison de l’absence de certitudes archéologiques sur sa provenance exacte.
Notons qu’une fibule semblable, en or et gravée, a été trouvée en Étrurie à Clusium, l’actuelle Chiusi. D’autres fibules du même type ont été retrouvées en Étrurie, dans le Latium et en Campanie, et datées entre les VIIIe et VIe siècles av. J.-C..

## Description

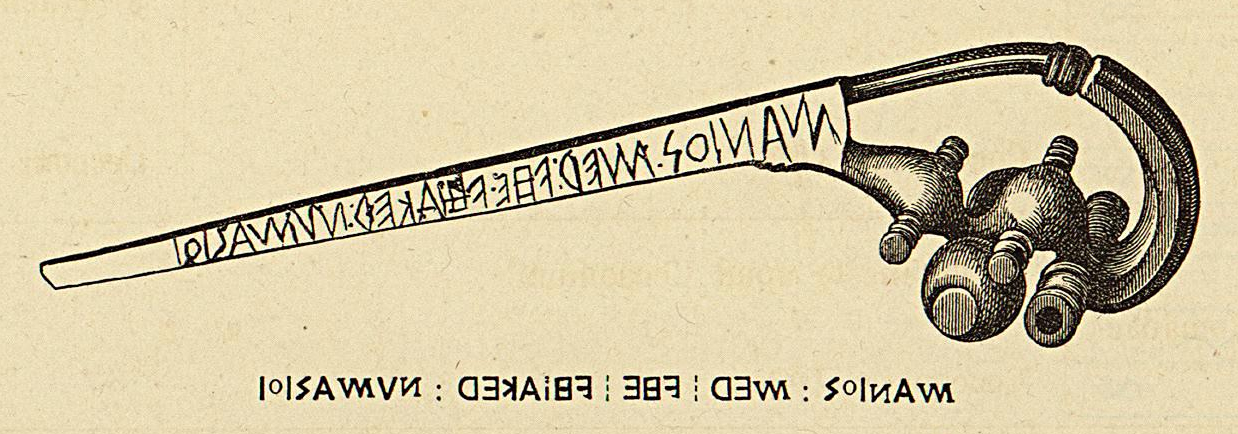
Illustration de la fibule de Préneste tel que publiée par Hermann Dessau en 1887, dans le CIL XIV.

La fibule, longue de 11,7 cm, est un bijou en or. De type dit fibula a drago (fibule à dragon), elle se présente de profil sous la forme d’une boucle ronde prolongée par une aiguille et son fourreau. Le fourreau porte une inscription rédigée de droite à gauche.

Relevé de l'inscription

Transcrite en caractères modernes, elle se lit comme suit :
𐌠𐌏𐌉𐌔𐌀𐌌𐌖𐌍 : 𐌃𐌄𐌊𐌀𐌇𐌅 : 𐌄𐌇𐌅 : 𐌃𐌄𐌌 : 𐌔𐌏𐌉𐌍𐌀𐌌
Ce qui correspondrait, en latin classique, à « MANIVS ME FECIT NVMERIO », soit en français : « Manios m’a faite pour Numérius ».
Les arguments en faveur de l’ancienneté de l’inscription sont :
- la rédaction sinistroverse (de droite à gauche) ;
- la transcription archaïque de la consonne latine aspirée f par fh ;
- la grammaire archaïque avec un nominatif en –os, un datif en –oi, le pronom personnel à l’accusatif med, le parfait du verbe facere avec redoublement de la syllabe initiale ;
- la forme archaïque des lettres, comparables aux lettres des inscriptions grecques trouvées à Cumes ;
- le texte est antérieur au rhotacisme. On appelle ainsi le fait qu'en latin classique, l' -s- intervocalique (placé entre deux voyelles : numaSioi) ait évolué en -r-. Par exemple, l'infinitif *amase devient amare (« aimer »), alors que esse (« être ») demeure en l'état.

## Authenticité
Des doutes ont été émis sur l’authenticité de l’inscription dès le début du XXe siècle, vu les circonstances incertaines de sa découverte. La fibule est néanmoins mentionnée dans des ouvrages consacrés à la Rome antique – comme le très classique Guide romain antique de 1952 – et elle a été présentée en 1977 à l’exposition du Petit Palais à Paris sur la naissance de Rome. Le catalogue de l’exposition en présente deux photos, parmi les objets de la tombe Bernardini. Toutefois, on constate que ces clichés, en vues de dessus et de face arrière, omettent de montrer l’inscription, qui n'est évoquée que dans les exposés en préambule du catalogue.
L’épigraphiste italienne Margherita Guarducci émit en 1979 l’avis que cette fibule serait un faux, fruit de la collaboration entre Wolfgang Helbig et l’antiquaire Francesco Martinetti, mais sa position n'a pas fait l’unanimité. Des analyses récentes (2011) utilisant un microscope électronique, menées par Daniela Ferro et par Edilberto Formigli de l’université « La Sapienza » de Rome, ont, selon toute vraisemblance, démontré l'ancienneté de l'objet et de son inscription et mis en évidence une réparation effectuée dans l'Antiquité,,.

### Ouvrages contestant l'authenticité de l'inscription
- Margherita Guarducci, La cosiddetta fibula prenestina. Antiquari, eruditi e falsari nella Roma dell'Ottocento, "Atti della Accademia Nazionale dei Lincei. Memorie", Classe di scienze morali, storiche e filologiche, serie VIII, vol. 28, fasc. 2, Roma 1980.
- Margherita Guarducci, Nuova appendice alla storia della « Fibula prenestina », "Rendiconti dell'Accademia Nazionale dei Lincei. Classe di Scienze morali, storiche e filologiche", ser. IX, 2 (1991), pp. 139-146
- Arthur E. Gordon, The inscribed Fibula Praenestina. Problems of Authenticity, University of California Publications in Classical Studies, 16.
- (en) Arthur E. Gordon, Illustrated Introduction to Latin Epigraphy, Berkeley/Los Angeles/London, 1983 (ISBN 0-520-03898-3) ;
- (en) Larissa Bonfante, Etruscan Life and Afterlife : A Handbook of Etruscan Studies, Détroit, Wayne State University Press, 1986 ;

### Ouvrages affirmant l'authenticité de l'inscription
- Alfred Ernout, Recueil de textes latins archaïques, Librairie Klincksieck, 1916, p. 3-4
- (en) Winfred P. Lehmann, Historical Linguistics : an Introduction, Londres, Routledge, 1993, 3e éd., 338 p. (ISBN 978-0-415-07242-7, lire en ligne)
- Trümpy, C. (1983) La fibule de Préneste. Document inestimable ou falsification?, "Museum Helveticum" 40, pp. 65-74
- (de) R. Wachter, Altlateinische Inschriften. Sprachliche und epigraphische Untersuchungen zu den Dokumenten bis 150 v. Chr., Berne, Lang, 1987 (ISBN 978-3-261-03561-5)
- E. Formigli, Indagini archeometriche sull'autenticità della Fibula Praenestina. "MDAI"(R) 99 (1992), pp. 329-343, Tav. 88-96.
- Mancini, M. Latina Antiquissima I: esecizi sulla Fibula Prenestina, "Daidalos" 4, (2004), pp. 1-30.
- (de) Maria-Aurora von Hase Salto, «  Zur Echtheit der Praenestiner Maniosfibel und ihrer Inschrift », Antike Welt, vol. 6,‎ 2011.
- Poccetti, P. "Fibula Prenestina" (Rosanna Friggeri ed.) Terme di Diocleziano. La collezione epigrafica, Roma, Electa, (2012), pp. 92-94.
- Touratier, Charles (2013). La fibule de Préneste, Presses Universitaires de Provence, Aix-en-Provence.
- Limón Belén, María; Fernández Martínez, Concepción (2015). “Sobre la autenticidad de la fíbula de Preneste. Las evidencias del texto y su confirmación científica” in Epigraphica, Periodico Internazionale di epigrafia, 78 1-2, Fratelli Lega Editori, Faenza. Pp. 85-101
- Adiego Lajara, Ignasi-Xavier (2016). “La fíbula de Preneste (i no de Helbig)” a Omnia mutantur. Canvi, transformació i pervivència en la cultura clàssica, en les seves llengües i en el seu llegat (eds. Esperança Borrell i Óscar de la Cruz), SEEC, Barcelona. Pp: 29-38